# 큰마름뼈

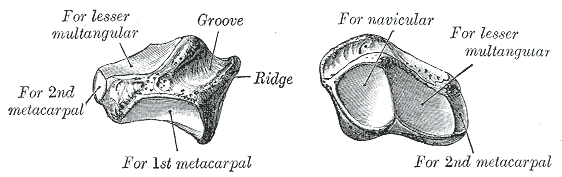

큰마름뼈(Trapezium) 또는 대능형골은 손목뼈 원위열(distal row of carpal bones) 중 하나이다. 큰마름뼈는 원위열 중 엄지손가락쪽에 있다.

## 같이 보기
- 손가락
- 손